# Cray Jaguar

La Cray Jaguar es una supercomputadora Cray XT-5HE, de la familia Cray XT, creada por la firma Cray Inc. Equipada con procesadores AMD x86-64 Opteron Hexa Core 2600 MHz, posee en total 224.162 núcleos de procesamiento Opteron, convirtiéndose en el sistema más rápido disponible para investigación abierta y el primero en superar un rendimiento sostenido de 1 petaFLOPS en una aplicación científica de 64 bits . Alcanza una velocidad sostenida de 1,75 petaFLOPS, con picos de 2,33 petaFLOPS.
La máquina fue entregada al Oak Ridge National Laboratory y comenzó a funcionar en noviembre de 2010, utilizando una versión del sistema operativo Linux denominado Cray Linux Environment. El Jaguar es un sistema Cray XT5, desarrollado a partir de la supercomputadora Cray XT4.